# Єрусалимська академія музики та танцю
Єрусалимська академія музики і танцю (івр. האקדמיה למוסיקה ולמחול בירושלים  ) - коледж музики та сценічного мистецтва в Єрусалимі. Він розташований у кампусі Гіват Рам Єврейського університету в Єрусалимі.

## Історія
Єрусалимська музична консерваторія була заснована в серпні 1933 року скрипалем Емілем Гаузером, який був її першим директором. Його дружина Хелена Каган, піонер педіатричної медицини в додержавному Ізраїлі, була почесним секретарем у 1938–1946 роках.  На базі Школи музики і руху цієї консерваторії в 1947 році було засновано Нову Єрусалимську консерваторію і Академію музики (таку назву отримав новий заклад), директоркою якої стала Йохевед Достровскі-Копернік (1910 - 2008) - викладачка фортепіано і балетний педагог, яка народилася в Україні (тоді Російській імперії). Ізраїльський композитор Йосеф Таль очолював академію в 1948–52 роках. Заняття проходили в будівлі на розі Кікар-Ціону (площі Сіону) в центрі Єрусалиму.  Зі збільшенням кількості учнів школа переїхала в орендоване приміщення, будинок Шмідта, на вулиці Гілеля.
У 1958 році Семюель Рубін, президент Norman Foundation (нині Американо-Ізраїльський культурний фонд), пожертвував велику суму грошей на купівлю будівлі на вулиці Смоленскін в єрусалимському районі Рехавія. Інавгурація відбулася в присутності Голди Меїр, Тедді Коллека та інших високих гостей. На церемонії школа була перейменована в Академію музики Рубіна в Єрусалимі. 
Того ж року була заснована бібліотека Академії під керівництвом Клода Абраванеля. За 35 років його директорства бібліотека зібрала книги, журнали, ноти, перші видання тощо. Зараз колекція зберігається в бібліотеці Академії та в Ізраїльському музичному архіві, заснованому в 1988 році.
У 1942 році тут викладала історію музики Едіт Герсон-Ківі, етномузиколог, що спеціалізується на етнічній музиці східних єврейських громад Ізраїлю. За підтримки Еміля Гаузера вона заснувала Фонографічний архів Палестинського інституту фольклору та етнології та колекцію етнічних музичних інструментів академії. 
У 1965 році Хасія Леві-Агрон, піонер танцю в Ізраїлі, заснувала танцювальне відділення академії. У 1984–1993 роках академію очолював ізраїльський диригент Менді Родан.

## Ступені
Сьогодні в академії працює 160 викладачів і навчається понад 600 студентів. Академія є незалежною установою, визнаною Радою з вищої освіти в Ізраїлі, але має також спільні програми з Єврейським університетом Єрусалиму. В академії є факультет виконавських мистецтв, факультет композиції, диригування та музичної освіти, а також факультет танцю, руху та значення рухів.
- Бакалавр музики (B. Mus.).
- Бакалавр музичної освіти (B. Ed. Mus.).
- Бакалавр танцю (B. Dance) спільно з Єврейським університетом Єрусалиму.
- Магістр мистецтв у галузі музики (MA Mus.) спільно з Єврейським університетом Єрусалиму.

## Старша школа
Старша школа при Академії розташована в будівлі Юнеса та Сораї Назарян у Гіват Рамі, поруч із головною будівлею Академії. Заснована наприкінці 1960-х, навчальна програма поєднує загальну освіту зі спеціалізацією на музиці та танцях.

## Літні програми
Академія проводить щорічну двотижневу програму  Міжнародний літній інститут струнних інструментів.

## Консерваторія
Консерваторія пропонує індивідуальне та групове навчання музиці та танцям для учнів віком від 5 років. Студенти відвідують спеціальні семінари та майстер-класи, які проводять старші викладачі Академії, виступають як солісти та в ансамблях в Ізраїлі та за кордоном. Нині в консерваторії навчається понад 700 учнів.

## Видатні випускники
- Офір Бен Шитріт (нар. 1995), співак
- Девід Бізік (нар. 1975), оперний баритон
- Натан Бранд (1944–90), класичний піаніст
- Дрора Брук (нар. 1966), блокфлейта
- Девід Д'Ор (нар. 1965), співак, композитор і автор пісень
- Нога Ерез (нар. 1989), співачка
- Рікі Гай (нар. бл. 1975), повне ліричне сопрано
- Гілад Ацмон (нар. 1963), джазовий саксофоніст і академік
- Нуріт Гірш (нар. 1942), композитор, аранжувальник і диригент
- Вальтер Гауціг (нар. 1921), класичний піаніст
- Даніелла Кертес (нар. 1989), актриса
- Тамар Лало (нар. 1989), блокфлейта
- Наомі Шемер (1930–2004), автор пісень
- Роберт Старер (1924-2001), композитор і піаніст
- Една Стерн (нар. 1977), піаністка
- Ілан Волков (нар. 1976), оркестровий диригент
- Іцхак Єдід (нар. 1971), ізраїльсько-австралійський композитор класичної музики та джазовий піаніст
- Ліор Рознер (нар. 1969), ізраїльсько-американський композитор класичної музики та музики до фільмів

## Дивитися також
- Список університетів і коледжів Ізраїлю
- Танці в Ізраїлі
- Музика в Ізраїлі
- Освіта в Ізраїлі

## Зовнішні посилання
- Інтерв’ю з Майклом Мельцером, віце-президентом Єрусалимської академії музики і танцю